# Rumbáre
Rumbáre jsou zrušená národní přírodní rezervace v katastrálním území obce Ľubochňa v okrese Ružomberok v Žilinském kraji na Slovensku. Chráněné území bylo vyhlášeno v roce 1973 a jeho rozloha byla 51,59 hektaru. Předmětem ochrany byla přirozená lesní společenstva na vápencovém a žulovém podloží ve Velké Fatře. Rezervace byla zrušena k 1. lednu 2024 a její území se stalo součástí zón národního parku Velká Fatra. Území není turisticky přístupné.